# Abolição do sistema han
A abolição do sistema han (廃藩置県, haihan-chiken ) no Império do Japão e sua substituição por um sistema de prefeituras em 1871 foi o ápice da Restauração Meiji iniciada em 1868, ano de início do período Meiji. Sob a reforma, todos os daimyos (大名, daimyō, senhores feudais) foram obrigados a devolver a sua autoridade ao imperador Meiji à sua casa. O processo foi realizado em várias etapas, resultando num novo governo centralizado Japão Meiji  e na substituição do antigo sistema feudal por uma nova oligarquia.

## Guerra Boshin
Após a derrota das forças leais ao xogunato Tokugawa na Guerra Boshin em 1868, o novo governo Meiji confiscou todas as terras sob controle direto do xogunato (tenryō) e as terras controladas pelos daimyo leais aos Tokugawa. Essas terras equivaliam a quase um quarto do território do Japão e foram reorganizadas em prefeituras com governos indicados diretamente pelo governo central.

## Devolução dos domínios
A segunda fase da abolição dos han se deu em 1869. O movimento foi encabeçado por Kido Takayoshi do domínio de Chōshū, com a ajuda dos nobres Iwakura Tomomi e Sanjō Sanetomi. Kido persuadiu os senhores de Chōshū e Satsuma, as duas regiões líderes da oposição e queda dos Tokugawa, a voluntariamente entregar seus domínios ao  Imperador. Entre 25 de julho de 1869 e 2 de agosto de 1869, sentindo que sua lealdade seria questionada, os daimyo de 260 outros domínios seguiram a tendência de devolução. Apenas 14 domínios não foram entregues voluntariamente Devolução dos domínios (版籍奉還, hanseki hōkan), no que a Corte ordenou suas devoluções, sob ameaça de ação militar.
Em troca da renúncia à autoridade hereditária sobre os domínios, os daimyo foram nomeados governadores não-hereditários dos antigos feudos (então renomeados como prefeituras), e foi permitido aos governadores ficar com dez por cento da arrecadação de impostos, baseada na produção real de arroz (que era maior do que a produção nominal de arroz que era levada em consideração nas suas obrigações para com o antigo xogunato).
Como governadores, os antigos daimyo podiam nomear subordinados, desde que estes cumprissem requisitos do governo central. Além disso, quaisquer subsídios a vassalos samurais eram pagos diretamente pelo governo central, para estimular o fim do feudalismo.
O termo "daimyo" foi abolido em julho de 1869, com a formação do sistema kazoku de nobreza.

## Consolidação
Embora os antigos daimyo tivessem se tornado agentes do governo, ainda mantinham um pouco de independência militar e fiscal, e continuaram venerados pelos antigos subordinados. Isso foi considerado uma ameaça à autoridade central por Okubo Toshimichi e outros membros da nova oligarquia Meiji, especialmente com o grande número de revoltas de ex-samurais acontecendo pelo país. Em agosto de 1871, Okubo, assistido por Saigo Takamori, Kido Takayoshi, Iwakura Tomomi e Yamagata Aritomo, forçou a publicação de um Edito Imperial que reorganizou os 261 ex-domínios feudais restantes em três prefeituras urbanas (fu) e 302 prefeituras (ken). Esse número foi reduzido para três prefeituras urbanas e 72 prefeituras, e às atuais três prefeituras urbanas e 47 prefeituras em 1888.
O governo central acompanhou a reorganização, prometendo aos antigos daimyo o perdão das dívidas dos domínios, e prometendo converter a moeda dos domínios (hansatsu) para o novo valor de face da moeda nacional. O governo logo se viu incapaz de manter tamanha generosidade , então, em 1874, os reembolsos dos ex-daimyo foram convertidos em créditos do governo com valor de face equivalente a cinco anos de pagamento, com juros anuais de cinco por cento.
Makino Nobuaki, um estudante membro da Missão Iwakura escreveu em suas memórias: Junto com a abolição do sistema han, a expansão da Missão Iwakura para a América e a Europa foi o evento mais importante para a consolidação do novo país após a Restauração.